# Paraphoides foeda
Paraphoides foeda là một loài bướm đêm trong họ Geometridae.